# Limonium braunii
Limonium braunii är en triftväxtart som först beskrevs av Carl August Bolle, och fick sitt nu gällande namn av Auguste Jean Baptiste Chevalier. Limonium braunii ingår i släktet rispar, och familjen triftväxter. Inga underarter finns listade i Catalogue of Life.